# Jakob Kirschniok
Jakob (auch Jacob) Kirschniok (* 21. Juli 1853 in Trockenberg, heute Sucha Góra (Bytom) in Beuthen; † 22. Januar 1921 in Tarnowitz) war ein deutscher Bergbaufachmann und Bergwerksdirektor der Concordia- und Michaelgrube in Zabrze.

## Leben
Jakob Kirschniok kam als Sohn eines Bergmanns aus Alt Repten (heute Stadtteil von Tarnowitz) zur Welt.
Nach dem Besuch der Bergschule in Tarnowitz (Jahrgang 1880) begann Kirschniok seine Karriere in der Bergbauindustrie. Er machte seine ersten beruflichen Erfahrungen als Obersteiger in der Concordiagrube. Diese frühe praktische Tätigkeit legte den Grundstein für seinen späteren Aufstieg in verantwortungsvollere Positionen.
Im Laufe seiner Karriere übernahm er als Bergwerksdirektor die Leitung der konsolidierten Concordia- und Michaelgrube. Diese Anlagen bildeten die zentrale Kohlebasis für die zur Oberschlesischen Eisen- und Kohlenwerke AG gehörende Donnersmarckhütte in Zabrze (errichtet von Guido Henckel von Donnersmarck). 
Sein Wirken war geprägt von weitreichenden technischen und organisatorischen Innovationen im Bergbaubetrieb:
- Mechanisierung und technische Organisation:  Er modernisierte den gesamten Bergwerksbetrieb, reorganisierte das Transportwesen innerhalb der Anlagen und setzte bereits um 1898 den Einsatz von Preßluftbohrmaschinen im Querschlags- und Kohlenstreckenvortrieb um.
- Innovative Hilfsmittel:  Zu seinen Erfindungen gehören die „Schrämpumpe“ – ein Gerät zur Entfernung von verunreinigenden Stoffen zwischen Kohle und Sohle – sowie die „Raumspindel“, die hierdurch die Mechanisierung der Holzrettung in Bergbaustollen ermöglichte. Weiterhin implementierte er den Einsatz von Schüttelrutschen (ab 1907) sowie die Einführung von Elektrizität zur Optimierung des Betriebs.

Diese technischen Fortschritte trugen dazu bei, neue Erz- und Kohlevorkommen zu erschließen, Arbeitsplätze zu schaffen und die Arbeitsbedingungen in einer wirtschaftlich herausfordernden Zeit zu verbessern.
Das herausragende Projekt in Kirschnioks beruflicher Laufbahn war der Aufbau der „Abwehrgrube“ in Mikultschütz, die 1907 fertiggestellt wurde. Die Anlage galt als Meilenstein im Oberschlesischen Bergbau. Sie ermöglichte nicht nur die Erschließung bedeutender Rohstoffvorkommen, sondern markierte auch den Übergang zu modernen, mechanisierten Arbeitsweisen im industriellen Bereich. 
Für seine Verdienste um die "Abwehrgrube" wurde in Mikutschütz, im Jahr 1910 die "Grubenstrasse" in "Kirschniokstrasse" umbenannt.
Jakob Kirschniok war mit Marie Martha Starotzik (Tochter eines Wassermühlenbesitzers aus Repetzko bei Tarnowitz) verheiratet. Einer seiner Söhne, Leonhard Philipp Joseph Kirschniok, schlug eine ähnliche Laufbahn ein und legte 1919 sein Bergassessorexamen ab.